# 佐賀女性7人連続殺人事件
佐賀女性7人連続殺人事件（さがじょせいしちにんれんぞくさつじんじけん）とは、1975年（昭和50年）から1989年（平成元年）までに佐賀県で7人の女性が殺害された連続殺人事件。犠牲者のうち6人が水曜日に失踪したことから、犯人は水曜日の絞殺魔とも呼ばれた。
一連の事件のうち、1件目から4件目の殺人事件は被疑者逮捕に至らず公訴時効が成立した一方、1989年1月27日に佐賀県杵島郡北方町（現：武雄市）の山中で3人の女性（5人目から7人目の犠牲者）が遺体で発見された殺人事件は、男性1人が被疑者および被告人として逮捕・起訴され、佐賀3女性連続殺人事件もしくは北方事件（きたがたじけん）と呼称されている。しかし北方事件も被告人の男性に死刑が求刑されたものの、第一審（佐賀地方裁判所）・控訴審（福岡高等裁判所）で無罪判決が言い渡されて確定しており、結果的に全て未解決事件となっている。

## 概要
1975年から1989年までに、佐賀県杵島郡北方町、同白石町、三養基郡北茂安町（現：同郡みやき町）、武雄市の半径20キロの地域で7件もの女性の殺人事件が発生した。事件の特徴として、以下の点が挙げられている。
1. 被害者女性の失踪が水曜に集中していること（7件中6件）。
2. 夕方から夜にかけて失踪していること。
3. 5件の死因が絞殺であったこと（残り2件は白骨化しており死因不明）。

4件目までは、捜査機関が犯人を起訴できずに公訴時効が成立。残りの3件は起訴されたものの裁判で無罪が確定したため、7件とも未解決事件となった。1999年（平成11年）9月時点で、佐賀県内では1980年（昭和55年）から1997年（平成9年）までの間に一連の事件を含めて8件の未解決殺人事件（被害者は計11人）が発生しており、うち5件（被害者は一連の事件の被害者であるB・H・I・Aを含む6人）は1998年（平成10年）までに公訴時効が成立していたことから、佐賀県警は「事件に弱い佐賀県警」「さばけんけい」（＝事件をさばけない県警、の意）と揶揄された。
なお北茂安町は、中原町、三根町と2005年3月に合併し、みやき町となっている。また、北方町も2006年3月に武雄市と合併している。

### 7人の女性の失踪・発見の詳細
1. 1975年8月27日（水）、北方町に住む当時中学1年生であった B（当時12歳）が、1人で留守番していた自宅から失踪。約5年後の1980年6月27日、白石町の小学校プール横トイレの便槽の中で遺体で発見された。
2. 1980年4月12日（土）、白石町に住む H（当時20歳）が、1人で留守番していた自宅から失踪。約2ヶ月後の6月24日、町内にある小学校の便槽から遺体で発見された（本件のみ水曜日ではない）。
3. 1981年10月7日（水）、白石町に住む近くの工場の従業員であった I（当時27歳）が失踪。同月21日、中原町の空き地で絞殺遺体で発見された。
4. 1982年2月17日（水）、北茂安町の小学5年生 A（当時11歳）が下校途中に行方不明となり、翌日に町内のミカン畑で遺体で発見された。首をストッキングで絞められており、乱暴されたと思われる形跡があった[6]。
5. 1987年7月8日（水）、武雄市の飲食店従業員 F（当時48歳）が失踪、約1年半後の1989年1月27日、北方町大峠の崖下で遺体で発見された。以下の2件の遺体も同時に発見されており、3件をまとめて「北方事件」と呼称されている。
6. 1988年12月7日（水）、北方町の主婦 N（当時50歳）が失踪。
7. 1989年1月25日（水）、北方町の会社員 Y（当時37歳）が失踪。

### 北方事件
1989年1月27日午後5時頃、佐賀県杵島郡北方町大峠の山林近くでドライブ中の夫婦が崖下に落とされている女性の遺体計3体を発見し警察に通報。被害者は飲食店従業員 F（当時48歳）、主婦 N（当時50歳）、会社員 Y（当時37歳）と判明。殺害された日は、Fが1987年7月8日、Nが1988年12月7日で、Yは遺体発見の2日前の1月25日とみられている。被害者の物と思われる遺留品が遺体発見現場の周囲2キロ圏内に点々と捨てられていた。
同年11月、別件で拘置されていた男性（当時26歳）が佐賀県警の捜査本部（大町警察署）による取り調べに対し、3人殺害の犯行を自供し、犯行を認める上申書を書いたが、すぐに否認に転じた。男性は事件発生当時から捜査線上に浮かんでおり、同年10月4日には覚せい剤取締法違反容疑で、大町警察署に逮捕され、同月に起訴された。男性はYと顔見知りだったことなどから、佐賀県警が起訴・拘置中に事情聴取したところ、男性は3人殺害を認める上申書を提出したが、その後否認に転じたため県警は逮捕を見送った。その後、男性は佐賀地裁武雄支部で覚せい剤取締法違反の罪により、懲役1年6月の判決を受け、鹿児島刑務所に服役した。出所後、男性は1993年（平成5年）12月10日に福岡県北九州市若松区の住宅で包丁を振り回したとして福岡県若松警察署に現行犯逮捕された。この時、男性は下着一枚だけで意味不明なことを叫んでおり、取り調べに対し「覚醒剤を使っていた」と供述していた。またこの事件の際には若松署に急行した佐賀県警の捜査員2人から殺人事件の話を切り出されるも、「弁護士を呼べ」の一点張りだった。また2001年（平成13年）11月28日には、鹿児島県大隅町や同県大崎町で盗み目的の住居侵入を繰り返したとして、鹿児島県警大隅署などに住居侵入と窃盗未遂の容疑で逮捕された。その後、2002年（平成14年）1月9日には鹿児島県警に別の窃盗容疑などで再逮捕され、同年3月12日には鹿児島地方裁判所鹿屋支部で窃盗未遂罪などにより、懲役2年の判決を言い渡されている。この間、男性は定職に就かず九州一円でホテルに宿泊してはそこを拠点に盗みを行って生活費を稼いでいたという。
2002年3月、佐賀県警は捜査員を鹿児島に派遣し、鹿児島刑務所に服役していた男性から事情聴取したが、ほとんど黙秘していた。しかし同年6月11日になって佐賀県警は鹿児島刑務所に服役中の男性を、Yの殺害容疑で逮捕した。その後、同年7月2日には佐賀地検がYに対する殺人罪で男性を起訴し、同日には県警がH殺害容疑で男性を再逮捕した。同事件の公訴時効成立は7月8日0時に迫っていたが、佐賀地検はその6時間20分前となる7日17時40分、男性をHに対する殺人罪で追起訴した。同月9日、佐賀県警はNに対する殺人容疑で男性を再逮捕し、佐賀地裁は同月30日に同罪で追起訴した。10月22日より公判が開始され、検察側は死刑を求刑したが、2005年4月10日、佐賀地裁で行なわれた公判で、物証の乏しさや上申書の証拠価値の無さ（限度を越えた取り調べの上で担当者の誘導により作成されたと認定）などにより、男性に無罪が言い渡された。
その後検察側が控訴していたが、2007年3月19日の福岡高裁でも一審の佐賀地裁と同様に無罪の判決が言い渡されている。二審では検察側が新たにミトコンドリアDNAの鑑定結果を提出するも、被告を有罪とする根拠とは認められなかった。なお、判決では長期間に渡って被疑者を拘束した上での取り調べなど佐賀県警察の杜撰な捜査が指弾された。3月29日に福岡高等検察庁が最高検察庁と協議した結果、二審の判決には上告に必要とされるであろう重大な事実誤認ないしは判例違反が見あたらない上に、原判決を覆すのに必要とされる物証も乏しいことから上告を断念。4月2日の上告期限を過ぎても上告せず、被告の無罪が確定した。これによって、北方事件との関連が疑われている4つの事件も含めて公訴時効が成立し、実質的には未解決事件となった。また、二審の判決でも指摘されたような佐賀県警や検察の杜撰な捜査、起訴の有り様も批判された。

## 補足
- 日本では検察側の求刑が死刑に対して一審判決が無罪となった例は、最高裁判所の統計が残る1958年以降だと、1961年に三重県名張市で起こった名張毒ぶどう酒事件（名張事件）以来、41年ぶりであり戦後5件目である（実際は1974年の豊橋事件、1983年の土田・日石・ピース缶爆弾事件で一審段階で無罪が言い渡されている）。ただし名張事件では、一審の津地方裁判所で無罪となったものの（1964年）、上訴審では死刑判決となりそのまま最高裁で確定している（1972年）。また、これに対しては再審請求が繰り返し行なわれている。
- 再審による無罪が下った事件も含めれば、1989年に再審の静岡地方裁判所で無罪となった島田事件が挙げられる。なお、1980年代に相次いだ死刑判決からの再審で無罪となった4件の冤罪事件も含めれば、北方事件は島田事件から16年ぶり、戦後9件目である。
- 最高裁の記録が残る1978年以降で、死刑求刑事件で一審及び二審と続けて無罪となった例は初めてとされる。ただし、実際は土田・日石・ピース缶爆弾事件の被告人に対しての一審及び二審無罪が存在するが、この被告人は死刑求刑事案では無罪となったものの別件の窃盗罪で有罪判決（懲役1年、執行猶予2年）が言い渡されており、記録上は有期懲役判決となっているためである。
- 2007年3月20日には、二審での無罪判決を受けて福岡県弁護士会が「取り調べの可視化」の実現を求める声明を発表した。
- 北方事件で無罪が確定した元被告人の男性は2011年（平成23年）ごろから覚醒剤の使用を始め、生活に困窮したことから同年6月から12月にかけて福岡・宮崎の両県で住宅に侵入して窃盗を繰り返した（被害額は約23万円など）として、覚せい剤取締法違反・窃盗の罪に問われ、2012年（平成24年）6月11日に福岡地方裁判所（深野英一裁判官）で懲役2年10月（求刑：懲役3年6月）の実刑判決を言い渡されている[16]。福岡県警察捜査三課などによる合同捜査班によれば、福岡・大分・宮崎・鹿児島の4県で計127件、総額約436万円の窃盗被害が確認されている[17]。また、2020年（令和2年）8月には山口県長門市で窃盗・住居侵入事件を起こして逮捕され[18]、長門警察署の捜査により、山口・鹿児島など4県で14件の窃盗事件（被害額は現金計約30万7300円と、財布など3点:計4万5300円相当）を起こしていたことが確認されている[19]。